# アイリーン・アッシュ
アイリーン・アッシュ（Eileen Ash、1911年10月30日 - 2021年12月3日）は、イギリスのクリケット選手。イングランド・ノリッジ在住であった長寿の女性。イギリス国内で12番目の長寿者であった。

## 来歴
1911年10月30日、ロンドン・ハイベリーに生まれる。1937年のオーストラリア戦でクリケット選手としてデビューし、1949年にニュージーランドとの最後の試合を行うまで現役だった。クリケット以外では18歳の頃に公務員として勤務していた。第二次世界大戦中は秘密情報部に出向いており、およそ11年間そこで働いていた。2011年、テスト・クリケット選手として史上初のセンテナリアンとなり、メリルボーン・クリケット・クラブから名誉会員とされた。2017年7月、女子クリケットワールドカップにてプレー開始の鐘を鳴らしたとされる。105歳の誕生日の際、長寿の秘訣として「健康的な食事、そして1日2杯の赤ワイン」と語っている。ヨガも大好きで、35年以上続けているという。105歳で運転免許試験に合格しており、106歳の誕生日の際もデ・ハビランド DH.82 タイガー・モスでフライトに行くこともあったとされる。107歳の時には自身の肖像画を作成してもらったとされる。息子のクリス・アッシュによれば、「彼女は子供の頃にスペインかぜを経験していたものの、人生でほとんど病気にはならなかった。」と語っている。
2021年10月30日に居住しているケアホームで110歳の誕生日を迎え、スーパーセンテナリアンの仲間入りを果たした。
110歳の誕生日を迎えた彼女は「人生でとても幸運だった」「家族とも仲が良くて、長い間健康であって幸せだ」と語っていた。2021年12月3日に死去。110歳34日没。